# Lucius F. C. Garvin

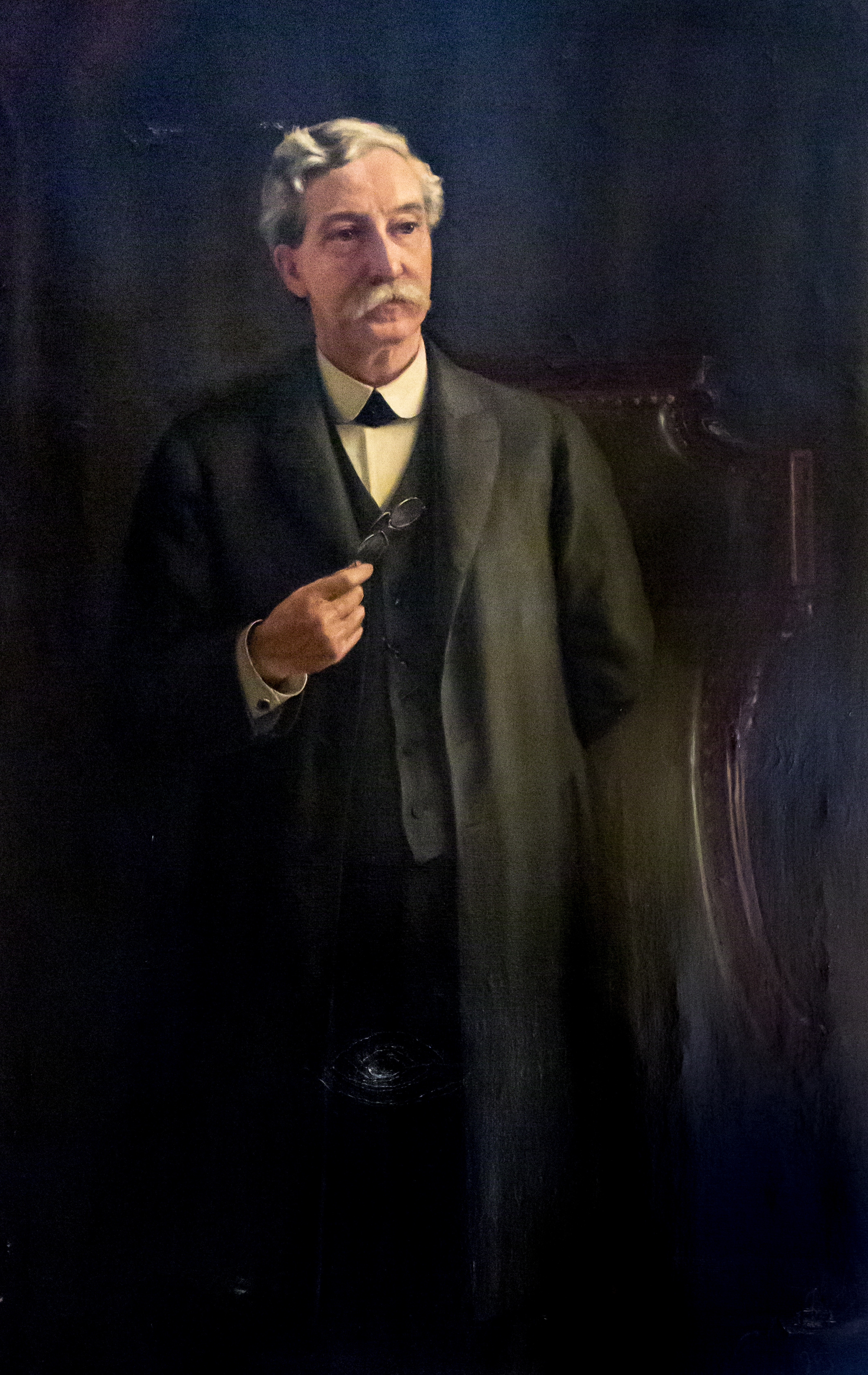
Lucius Garvin

Lucius Fayette Clark Garvin (* 13. November 1841 in Knoxville, Tennessee; † 2. Oktober 1922 in Cumberland, Rhode Island) war ein US-amerikanischer Politiker und von 1903 bis 1905 Gouverneur des Bundesstaates Rhode Island.

## Frühe Jahre und Aufstieg
Lucius Garvin war der Sohn von James Garvin, einem Professor an der East Tennessee University. Lucius besuchte zunächst das Guilford College in North Carolina und dann bis 1862 das Amherst College. Unmittelbar nach Abschluss dieser Schule trat er als Soldat einem Regiment aus Massachusetts bei, in dem er während des Amerikanischen Bürgerkriegs diente. Nach dem Krieg studierte er bis 1867 an der Harvard University Medizin. Nach seiner Zulassung als Arzt begann er in Pawtucket und dann nach einem Umzug in Cumberland in diesem Beruf zu arbeiten.

## Politischer Aufstieg
Bis 1876 war Garvin Mitglied der Republikaner. Dann überwarf er sich mit dieser Partei in der Frage des Wahlrechts und trat den Demokraten bei. Zwischen 1883 und 1888 war er Abgeordneter im Repräsentantenhaus von Rhode Island. Dorthin kehrte er von 1895 bis 1903 noch einmal zurück. Von 1889 bis 1892 war er Mitglied des Staatssenats. Bei den Gouverneurswahlen des Jahres 1901 unterlag er gegen William Gregory. Ein Jahr später wurde er dann doch als Kandidat seiner Partei gegen Charles D. Kimball, der den verstorbenen Gregory als Gouverneur ersetzt hatte, zum neuen Gouverneur gewählt.

## Gouverneur von Rhode Island
Lucius Garvin trat sein neues Amt am 3. Januar 1903 an. Nach einer Wiederwahl konnte er bis zum 3. Januar 1905 in diesem Amt bleiben. Als Gouverneur setzte sich Garvin für die Ausweitung des Wahlrechts auf Bürger, die außerhalb der Vereinigten Staaten geboren wurden, ein. Außerdem votierte er für eine gerechtere Aufteilung der Wahlbezirke. Garvin war auch ein Gegner der damals weit verbreiteten Korruption. Viele seiner Vorhaben scheiterten aber an der Opposition der Republikaner, die damals eine Mehrheit in der Legislative hatten. Im Jahr 1904 scheiterte Garvin bei seinem Versuch der Wiederwahl an George H. Utter, dem republikanischen Kandidaten.

## Weiterer Lebenslauf
Bei den Gouverneurswahlen des Jahres 1905 unterlag Garvin erneut gegen Utter. In den folgenden Jahren bewarb er sich insgesamt fünfmal erfolglos für einen Sitz im US-Kongress. Im Jahr 1912 trat er für kurze Zeit der Progressive Party des ehemaligen Präsidenten Theodore Roosevelt bei, aber bereits im Jahr 1916 kehrte er zu den Demokraten zurück. 1921 wurde er noch ein Mal in den Staatssenat gewählt. Dieses Mandat übte er bis zu seinem Tod im Jahr 1922 aus. Lucius Garvin war zweimal verheiratet und hatte insgesamt fünf Kinder.